# Liste der Hochhäuser in Magdeburg

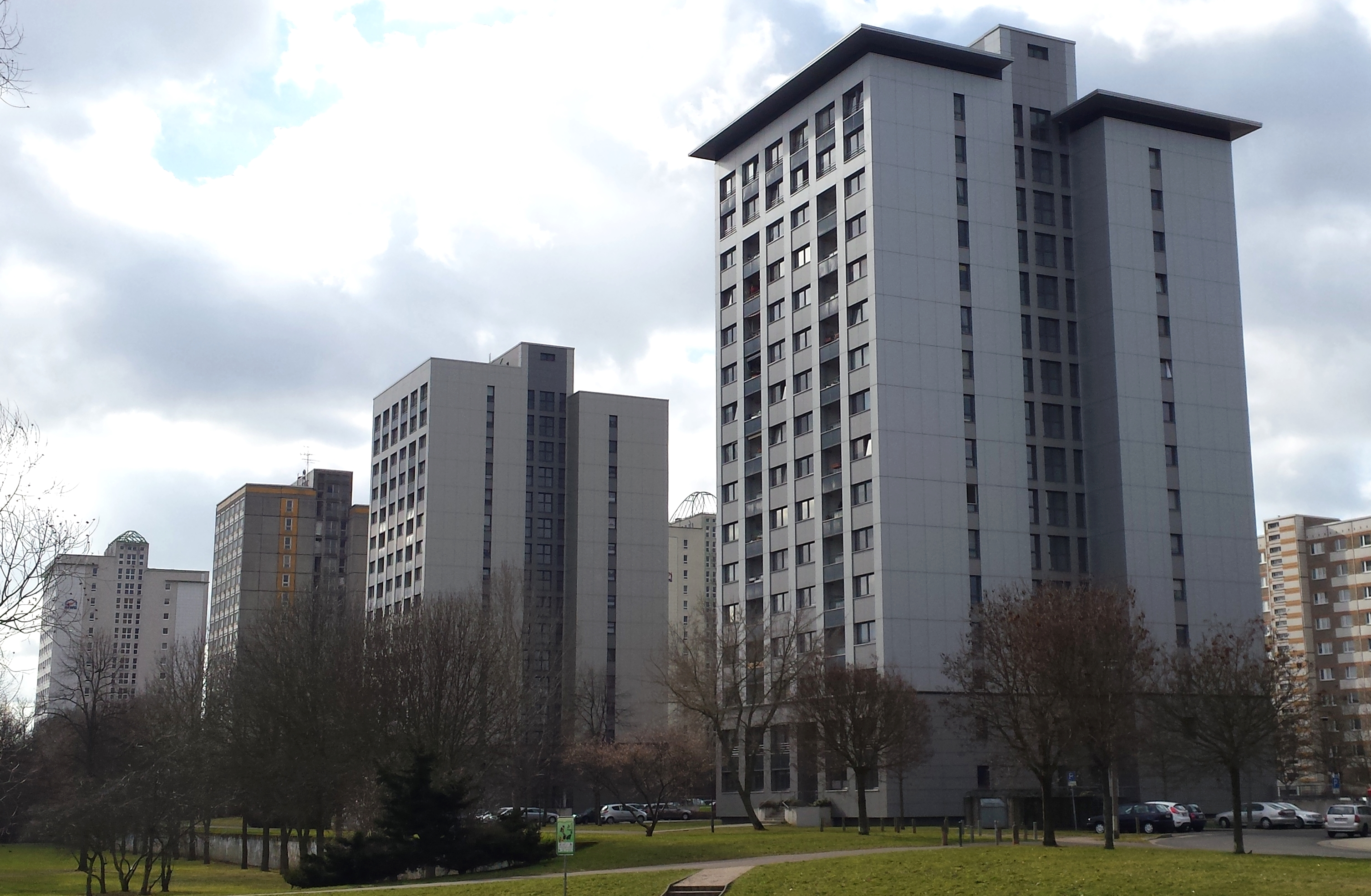
Hochhauszeile am Neustädter See

Die Liste der Hochhäuser in Magdeburg führt alle Wohn-, Geschäfts- und Bürohochhäuser von Sachsen-Anhalts Landeshauptstadt Magdeburg auf, die eine strukturelle Höhe von 40 Metern erreichen, überschreiten oder mindestens 12 Stockwerke aufweisen. Dabei werden also keine Kirchtürme, Sendemasten, Schornsteine oder Windkraftanlagen berücksichtigt. Jedoch werden einige weitere nennenswerte Bauwerke zum Vergleich aufgeführt.
In Magdeburg gibt es keine charakteristische Hochhausskyline, die aufgelisteten Hochhäuser sind in der Regel markante alleinstehende Einzelbauten. Ausnahme bildet die Plattenbausiedlung Neustädter See, in der sich 8 von ehemals 9 Hochhäuser vom Typ PH 16 auf relativ engem Raum befinden. Eine vergleichbare Hochhausdichte zeigte einst das Neustädter Feld auf, dort wurden jedoch alle Hochhäuser in den 2000er Jahren aufgrund von Leerstand abgerissen.
| Nr. | Gebäude                                      | Bild                         | Höhe (m) | Etagen | Eröffnung        | Bemerkung | Stadtteil       | Adresse                      |
| --- | -------------------------------------------- | ---------------------------- | -------- | ------ | ---------------- | --- | --------------- | ---------------------------- |
|     | Dom zu Magdeburg St. Mauritius und Katharina |                              | 104      |        | 1363             | Kirche | Altstadt        | Am Dom 1                     |
|     | St.-Johannis-Kirche                          |                              | 69       |        |                  | Kirche | Altstadt        | Johannisbergstraße 1         |
| 1   | Hochhaus Jakobstraße                         | Hochhaus Jakobstraße         | 65       | 19     | 1974             | Höchstes Hochhaus Magdeburgs | Altstadt        | Jakobstraße 7                |
| 2   | Luisenturm „Lange Luise“                     |                              | 63       | 20     | 2023             | Wohngebäude mit höchster Wohnung Magdeburgs | Altstadt        | Erzberger- und Virchowstraße |
|     | Albinmüller-Turm                             | Albinmüller-Turm             | 61       |        | 1927             | Aussichtsturm | Werder          | Heinrich-Heine-Platz 1       |
|     | Jahrtausendturm                              |                              | 60       | 6      | 1999             | Ausstellungs- und Aussichtsturm | Herrenkrug      | Tessenowstraße 5a            |
| 3   | Werder-Hochhaus                              | Werder-Hochhaus              | ca. 56   | 16+1   | 1979             | Wohnhaus mit Aussichtsplattform | Werder          | Zollstraße 1                 |
| 4   | Campustower                                  | Campustower                  | ca. 50   | 16     | 1982             | Studentenwohnheim, Austragungsort des jährlichen Uni-Hochhauslaufes | Alte Neustadt   | Universitätsplatz 1          |
| 5   | Cyberhaus                                    | Cyberhaus                    | ca. 50   | 16     | 1983             | Warmwasserversorgung durch Solaranlage auf dem Dach; nach der Wende eines der ersten Hochhäuser Sachsen-Anhalts mit Internetanschluss; Projekt Cyberhaus 2.0: Einbau eines Glasfaser-Kabelnetzes und einer damit möglichen Datenübertragungsrate von 150.000 kbit/s in jeder Wohnung | Neustädter Feld | Milchweg 31                  |
| 6=  | Werder-Hochhaus                              | Werder-Hochhaus              | ca. 50   | 16     | 1979             | Wohngebäude | Werder          | Mittelstraße 2               |
| 6=  | Hochhaus am Neustädter See                   | Hochhaus am Neustädter See   | ca. 50   | 16     |                  | Wohngebäude | Neustädter See  | Schrotebogen 12              |
| 6=  | Hochhaus am Neustädter See                   | Hochhaus am Neustädter See   | ca. 50   | 16     |                  | Wohngebäude | Neustädter See  | Am Seeufer 9                 |
| 6=  | Hochhaus am Neustädter See                   | Hochhaus am Neustädter See   | ca. 50   | 16     |                  | Wohngebäude | Neustädter See  | Am Seeufer 8                 |
| 6=  | Hochhaus am Neustädter See                   | Hochhaus am Neustädter See   | ca. 50   | 16     |                  | Wohngebäude | Neustädter See  | Salvador-Allende-Straße 32   |
| 6=  | Hochhaus Leipziger Straße                    | Hochhaus Leipziger Straße    | ca. 50   | 16     | 1977             | Wohngebäude | Neustädter See  | Bertolt-Brecht-Straße 16     |
| 6=  | Hochhaus Leipziger Straße                    | Hochhaus Leipziger Straße    | ca. 50   | 16     | 1977             | Wohngebäude | Neustädter See  | Salbker Straße 8             |
| 6=  | Hochhaus Neustädter Platz                    | Hochhaus Neustädter Platz    | ca. 50   | 16     |                  | Wohngebäude | Neustädter See  | Dr.-Grosz-Straße 4           |
| 6=  | Hochhaus Neustädter Platz                    | Hochhaus Neustädter Platz    | ca. 50   | 16     |                  | Wohngebäude | Neustädter See  | Dr.-Grosz-Straße 3           |
| 6=  | Hochhaus Gustav-Adolf-Straße                 | Hochhaus Jakobstraße         | ca. 50   | 16     |                  | Wohngebäude | Altstadt        | Gustav-Adolf-Straße 2        |
| 16  | MWG-Forum                                    | MWG-Forum                    | 48       | 13     | 2025             | Bürogebäude | Altstadt        | Breiter Weg 25               |
| 17  | Katharinenturm                               | Katharinenturm               | 46,5     | 11     | 1970             | Büro- und Wohngebäude, ehemals „Haus der Lehrer“, illuminierte Fassade mit 16.000 LEDs | Altstadt        | Breiter Weg 31               |
| 18= | Blauer Bock (Neubau)                         |                              | 45       | 11     | 2021             | Unternehmenssitz der SWM | Altstadt        | Am Blauen Bock 1             |
| 18= | Faber-Hochhaus                               | Faber-Hochhaus               | 45       | 13     | 1932             | Erstes Hochhaus Magdeburgs, Bürogebäude der Volksstimme | Altstadt        | Bahnhofstraße 17–21          |
| 20= | Hochhaus Universitätsplatz                   | Hochhaus Universitätsplatz   | ca. 40   | 11     | 1996             | Bürogebäude | Altstadt        | Universitätsplatz 12         |
| 20= | Silo A                                       |                              | 40       | 14     | 2026 (Sanierung) | Wohngebäude | Alte Neustadt   |                              |
| 20= | Silo B                                       |                              | 40       | 14     | 2025 (Sanierung) | Wohngebäude | Alte Neustadt   |                              |
| 20= | Hochhaus Ebendorfer Chaussee                 | Hochhaus Ebendorfer Chaussee | 40       | 10     |                  | Wohngebäude | Neustädter Feld | Birkholzer Weg 24            |

## Geplante oder in Bau befindliche Hochhäuser in Magdeburg
| Gebäudeprojekt               | Höhe (m)  | Anzahl Stockwerke | Baubeginn     | Geplante Fertigstellung | Lage                                 | geplante Nutzung, Bemerkungen                | Bild |
| ---------------------------- | --------- | ----------------- | ------------- | ----------------------- | ------------------------------------ | -------------------------------------------- | ---- |
| Landmarke Elbhafen Magdeburg | bis zu 96 |                   |               | 2030–2035               | Elbhafen                             | Wohnungen, Hotel, Gastronomie                |      |
| Magdeburger Tor              | 60        | 16                |               | Ende 2025               | Olvenstedter- und Maxim-Gorki-Straße | Bürogebäude mit Restaurant in oberster Etage |      |
| Hochhaus am Sandtorplatz     | 60        |                   |               |                         |                                      | Bürogebäude                                  |      |
| Hochhaus Ramsburg (Nord)     | 57        |                   |               | bis 2030                | RAW-Areal                            |                                              |      |
| Hochhaus Ramsburg (West)     | 53        |                   |               | bis 2030                | RAW-Areal                            |                                              |      |
| Uni-Arkaden                  |           |                   | Frühjahr 2024 |                         | Universitätsplatz                    |                                              |      |